# 존 파에사노
존 파이자노(영어: John Paesano, 영어 발음: /paɪˈzɑːnoʊ/)는 미국의 영화 음악 작곡가이다. 그가 OST를 담당한 작품으로는 《메이즈 러너》 영화 시리즈, 드라마 《데어데블》 등이 있다.

## 생애
미시간주 디트로이트 출신으로 어렸을적에 프랑스로 유학을가 파리 음악원에서 클래식 음악을 공부한 뒤 보스턴의 버클리 음악 대학에서 작곡과 영화음악을 전공했다. 버클리 음악 대학 졸업후 영화 음악의 거장인 제리 골드스미스와 존 윌리엄스의 보조 작곡가로 활동을 시작했다.

## OST 담당 영화
| 연도 | 제목                                                     | 감독                             | 비고          |
| ---- | -------------------------------------------------------- | -------------------------------- | ------------- |
| 2007 | 벤10: 옴니트릭스의 비밀 (Ben 10: Secret of the Omnitrix) | 세바스티안 몬테스, 스쿠터 티드웰 | 텔레비전 영화 |
| 2008 | 신데렐라 스토리 2                                        | 데이먼 산토스테파노              | 비디오 영화   |
| 2010 | 슈퍼맨/배트맨: 아포칼립스                                | 로런 몽고메리                    |               |
| 2014 | 151경기                                                  | 토머스 카터                      |               |
| 2014 | 메이즈 러너                                              | 웨스 볼                          |               |
| 2015 | 메이즈 러너: 스코치 트라이얼                             | 웨스 볼                          |               |
| 2017 | 더 크리스마스                                            | 티모시 렉카트                    |               |
| 2017 | 올 아이즈 온 미                                          | 베니 붐                          |               |
| 2018 | 메이즈 러너: 데스 큐어                                   | 웨스 볼                          |               |
| 2020 | 테슬라                                                   | 마이클 알메레이다                |               |
| 2020 | 더 시크릿 (2020년 영화)                                  | 유발 애들러                      |               |